# Servië op de Olympische Jeugdwinterspelen 2012
Servië was een van de landen die deelnam aan de Olympische Jeugdwinterspelen 2012 in Innsbruck, Oostenrijk.

## Deelnemers en resultaten
(m) = mannen, (v) = vrouwen 

### Alpineskiën
| Olympiër           | Onderdeel        | Resultaat | Prestatie                        |
| ------------------ | ---------------- | --------- | -------------------------------- |
| Strahinja Stanisic | reuzenslalom (m) | 19e       | 1.59,00 (+7.30) (1.01,85, 57,15) |
| Strahinja Stanisic | slalom (m)       | -         | - (-) (DSQ, -)                   |

### Biatlon
| Olympiër     | Onderdeel               | Resultaat | Prestatie                       |
| ------------ | ----------------------- | --------- | ------------------------------- |
| Dženis Avdić | 7,5 km sprint (m)       | 47e       | 24.18,5 (+4.56,8) pen.: 7 (3+4) |
| Dženis Avdić | 10 km achtervolging (m) | 45e       | +9.54,6 pen.: 9 (0+2+3+4)       |